# Друштво Српска браћа
Друштво Српска браћа основано је 23. јануара 1905. године, а основни задатак био је да помаже слободарски и национални покрет у Старој Србији и Македонији, као и да пружа моралну и материјалну помоћ угроженом српском народу, свуда где се укаже потреба. Друштво се у ствари бавило припремањем, наоружавањем и пребацивањем устаника преко границе. Голуб Јанић је био први, доживотни и једини председник друштва, као и један од оснивача заједно са Љубом Јовановићем и Јосифом Студићем. У његовој кући на Теразијама у Београду налазила се и канцеларија друштва.

## Рад друштва
Уставом друштва одређено је следеће:
Да се старају о добру свакога Србина из Старе Србије и Маћедоније, да воде бригу о напретку сваога од њих. Да помогну свакоме од њих, било у његовој невољи и потреби у Србији, било да се постарају о потреби на дому, ако какву потребу његова родина има, а Српска браћа је могу подмирити или помоћи. Да у слози чувају своју свету православну веру и цркву и да, напослетку, бде над сигурношћу свију њих у колико та сигурност поред закона буде требала братске помоћи и потпоре.
Седиште управе Српске Браће било је у Београду, а у другим градовима друштво је имало своје поверенике и пододборе, са којима су делили заједничку визију и циљеве. Главна управа има осамнаест чланова и седам заменика.
Друштво је финансијски опстајало захваљујући донацијама појединаца и самих чланова, а такође приходи су скупљани и на забавама, од различитих новчаних завода и корпорација, других добротворних друштава и слично.
За прву годину свог постојања друштво је располагало са 17.908,75 динара, за седећу 1906. годину 20.004,68 динара, а за трећу до 1. августа 1908. године 18.834,85 динара. Редовних чланова 1908. године било је око 1200. Годишњи улог чланова био је распоређен према имовинском статусу члана и оквирно се кретао од 6 до 50 динара.
Друштво се осим револуционарне делатности бавило и добротворним и хуманитарним радом, посебно у време ратова када су потребе за то биле честе. 
Након ослобођења и уједињења 1918. године друштво је престало са својим радом.